# Mónica Ocampo
Pour les articles homonymes, voir Ocampo.
Mónica Ocampo Medina, née le 4 janvier 1987 à Jojutla, est une joueuse mexicaine de football évoluant au poste d'attaquant. Internationale mexicaine (77 sélections et 14 buts).

## Biographie
Ocampo joue 4 saisons avec le FC Indiana, puis signe en 2010 avec Atlanta Beat avec lequel elle évolue durant deux saisons.
Ocampo fait partie de la sélection mexicaine participant à la Coupe du monde de football féminin des moins de 20 ans 2006, qui ne passe pas le premier tour. Elle participe à la Coupe du monde de football féminin 2011, marquant un but lors du premier match de groupe contre l'Angleterre.
Le 11 janvier 2013, elle est mise à disposition du Sky Blue FC, jouant dans la nouvelle National Women's Soccer League.

## Palmarès
- USL W-League Central Conference Champions 2009
- USL W-League Midwest Division Champions 2009
- US Open Cup National Champion 2008
- USL W-League Regular Season Champions 2008
- USL W-League Central Conference Champions 2008
- USL W-League Midwest Division Champions 2008
- WPSL Champions 2007
- Finaliste du US Open Cup 2007
- WPSL Midwest Conference Champions 2007
- WPSL Central Division Champions 2007
- WPSL Midwest Conference Champions 2006
- WPSL Central Division Champions 2006